# Schenkia tuberculata
Schenkia tuberculata är en stekelart som beskrevs av Mao-Ling Sheng 2008. Schenkia tuberculata ingår i släktet Schenkia och familjen brokparasitsteklar. Inga underarter finns listade i Catalogue of Life.